# Pulikos Tsangrakos
Pulikos Tsangrakos (gr. Πουλίκος Τσαγκράκος; ur. 26 października 1985) – grecki bokser, mistrz Grecji w kategorii półśredniej w roku 2012, uczestnik Mistrzostw Świata 2007 w Chicago. W 2008 dwukrotnie uczestniczył w turniejach kwalifikacyjnych na Letnie Igrzyska Olimpijskie 2008, ale nie zdobył kwalifikacji.

## Kariera
W marcu 2004 reprezentował Grecję w kategorii średniej na juniorskim turnieju six nations w Bari. Odpadł w półfinale, przegrywając z reprezentantem gospodarzy, Włochem Ivano Del Monte. W czerwcu 2004 reprezentował Grecję na Mistrzostwach Świata Juniorów 2004 w Czedżu. W 1/8 finału mistrzostw pokonał na punkty (21:17) Węgra Siposa Tamása, a w walce ćwierćfinałowej przegrał z Ormianinem Samwelem Matewosjanem.
W maju 2007 na turnieju Box-Am w Vigo dotarł do finału w kategorii półśredniej. W półfinale pokonał na punkty (20:19) reprezentanta Hiszpanii Mariano Hilario, a w finale przegrał na punkty z wicemistrzem Europy w roku 2004, Francuzem Xavierem Noëlem.
W październiku 2007 startował na Mistrzostwach Świata 2007 w Chicago. Udział zakończył na 1/16 finału, w którym przegrał przed czasem w drugiej rundzie z Argentyńczykiem Diego Chávesem.
W styczniu 2008 był uczestnikiem 52. edycji turnieju Bocskai Memorial w Debreczynie, ale rywalizację zakończył na ćwierćfinale.
W lutym 2008 brał udział w turnieju kwalifikacyjnym dla Europy na Letnie Igrzyska Olimpijskie 2008 w Pekinie. W 1/8 finału pokonał go reprezentant Bośni i Hercegowiny Velibor Vidić. W kwietniu rywalizował na kolejnym turnieju kwalifikacyjnym dla Europy na Letnie Igrzyska Olimpijskie 2008. W 1/16 finału pokonał reprezentanta Cypru Teodorosa Chadzistilisa, w 1/8 finału Hiszpana Mariano Hilario, a w ćwierćfinale przegrał walkowerem z Samwelem Matewosjanem.